# Microhedyle nahantensis
Microhedyle nahantensis is een slakkensoort uit de familie van de Parhedylidae. De wetenschappelijke naam van de soort is voor het eerst geldig gepubliceerd in 1974 door Doe.